# Сивири
Сивири (на гръцки: Σίβηρη) е курортно селище в Егейска Македония, Гърция, в дем Касандра в административна област Централна Македония.

## География
Сивири е разположено на западния бряг на полуостров Касандра - най-западният ръкав на Халкидическия полуостров, на четири километра югозападно от Касандрия. Има население от 267 души (2001).